# Shisandaogou He
Shisandaogou He är ett vattendrag i Kina. Det ligger i provinsen Jilin, i den nordöstra delen av landet, omkring 350 kilometer sydost om provinshuvudstaden Changchun.
Genomsnittlig årsnederbörd är 1 028 millimeter. Den regnigaste månaden är juli, med i genomsnitt 307 mm nederbörd, och den torraste är januari, med 14 mm nederbörd.